# Odontostreptus lepineyi
Odontostreptus lepineyi är en mångfotingart som först beskrevs av Karl Wilhelm Verhoeff 1938.  Odontostreptus lepineyi ingår i släktet Odontostreptus och familjen Spirostreptidae. Inga underarter finns listade i Catalogue of Life.